# Перепис населення США (1880)
Перепис населення США 1880 року був десятим переписом населення, що проводився на території США. Він стартував у червні 1880 року. У його рамках вперше було дозволено участь жінок як інтерв'юерів, а її керівником став Френсіс Амас Вокер. Це був перший перепис населення, у якому місто — Нью-Йорк — зафіксував понад мільйон населення.

## Зібрані дані
У переписі 1880 року збиралися дані за п'ятьма параметрами:
1. Населення. Схожий із даними, отриманими в ході попереднього перепису, за деякими винятками.
2. Смертність. Також використовувалися дані, отримані в результаті перепису населення 1870 року, проте додатково були внесені відомості про сімейний стан, місце проживання батьків, тривалості проживання в США.
3. Сільське господарство. Значно розширені були запити, що стосуються різних культур (зокрема посівних площ для них), тривалості й вартості найманої праці, щорічні витрати, включаючи витрати на будівництво, ремонт, закупівлі добрив і худоби.
4. Соціальна статистика. Цей параметр перепису був прерогативою не інтерв'юерів, а експертів і спеціальних агентів. Більшість даних було зібрано з листування з посадовими особами установ, що забезпечують догляд та лікування різних верств населення. Експерти та спеціальні агенти також були використані для збору даних по оцінці боржників, відвідувачів бібліотеки, учнів коледжів, академій та шкіл, різного роду газет і періодичних видань та інше. Агенти також повинні були збирати відомості на конкретних галузях промисловості, включаючи виробництво чавуну і сталі, бавовняних і вовняних товарів, шовку і шовкових виробів, хімічної продукції і солі, коксу і скла, суднобудування та ін.
5. Виробництво. Дані за цим параметром значно розширилися в ході перепису. Були зібрані дані про чисельність працюючого населення, середньої тривалості робочого дня, середньої денної заробітної плати кваліфікованих механіків і працівників та ін.

Повні відомості про перепис 1880 року, включаючи переписні листи та інструкції для інтерв'юерів доступні в Integrated Public Use Microdata Series.

## Наявність даних
Оригінальні таблиці перепису були мікрофільмовані Бюром перепису, після чого оригінальні аркуші передавались у різні державні архіви, бібліотеки чи університети. Мікрофільмований перепис доступний у списках Національної адміністрації архівів та документацій. Кілька організацій також розміщують зображення мікрофільмованого перепису в Інтернеті, поряд з яким цифрові індекси.
Мікродані з перепису населення 1880 року є у вільному доступі за допомогою Інтегрованої серії мікроданих для загального користування. Сукупні дані для невеликих територій разом із сумісними картографічними крайовими файлами можна завантажити з Національної історичної географічної інформаційної системи.

## Результати
Перепис 1880 р. визначав, що населення США складає 50.189.209, що на 30,2 % більше порівняно з 38.555.983 особами, переліченими під час перепису 1870 року. Центральний центр населення Сполучених Штатів в 1880 році був у Буні (штат, Кентуккі)
Результати перепису були використані для визначення в розкладці для 48-ї, 49-ї, 50-ї, 51-ї і 52-ї сесій Конгресу Сполучених Штатів.
Обробка даних перепису 1880 р. зайняла стільки часу (вісім років), що Бюро перепису уклало договір з Германом Голлерітом розробити та побудувати табулятор для складання таблиць, яка буде використана для наступного перепису. Перепис 1880 року також призвів до відкриття парадоксу в Алабамі.

## Рейтинг штатів
| Місце | Штат                            | Населення |
| ----- | ------------------------------- | --------- |
| 01    | Нью-Йорк                        | 5 082 871 |
| 02    | Шаблон:Дані країни Пенсільванія | 4 282 891 |
| 03    | Огайо                           | 3 198 062 |
| 04    | Іллінойс                        | 3 077 871 |
| 05    | Міссурі                         | 2 168 380 |
| 06    | Індіана                         | 1 978 301 |
| 07    | Массачусетс                     | 1 783 085 |
| 08    | Кентуккі                        | 1 648 690 |
| 09    | Мічиган                         | 1 636 937 |
| 10    | Айова                           | 1 624 615 |
| 11    | Техас                           | 1 591 749 |
| 12    | Теннессі                        | 1 542 359 |
| 13    | Джорджія                        | 1 542 180 |
| 14    | Вірджинія                       | 1 512 565 |
| 15    | Північна Кароліна               | 1 399 750 |
| 16    | Вісконсин                       | 1 315 497 |
| 17    | Алабама                         | 1 262 505 |
| 18    | Міссісіпі                       | 1 131 597 |
| 19    | Нью-Джерсі                      | 1 131 116 |
| 20    | Канзас                          | 996 096   |
| 21    | Південна Кароліна               | 995 577   |
| 22    | Луїзіана                        | 939 946   |
| 23    | Меріленд                        | 934 943   |
| 24    | Каліфорнія                      | 864 694   |
| 25    | Арканзас                        | 802 525   |
| 26    | Міннесота                       | 780 773   |
| 27    | Мен                             | 648 936   |
| 28    | Коннектикут                     | 622 700   |
| 29    | Західна Вірджинія               | 618 457   |
| 30    | Небраска                        | 452 402   |
| 31    | Нью-Гемпшир                     | 346 991   |
| 32    | Вермонт                         | 332 286   |
| 33    | Род-Айленд                      | 276 531   |
| 34    | Флорида                         | 269 493   |
| 35    | Колорадо                        | 194 327   |
| X     | Округ Колумбія                  | 177 624   |
| 36    | Орегон                          | 174 768   |
| 37    | Делавер                         | 146 608   |
| X     | Юта                             | 143 963   |
| X     | Нью-Мексико                     | 119 565   |
| X     | Південна Дакота                 | 98 268    |
| X     | Вашингтон                       | 75 116    |
| 38    | Невада                          | 62 266    |
| X     | Аризона                         | 40 440    |
| X     | Монтана                         | 39 159    |
| X     | Північна Дакота                 | 36 909    |
| X     | Айдахо                          | 32 610    |
| X     | Вайомінг                        | 20 789    |